# Негматов, Нуман Негматович
Нуман Негматович Негматов (тадж. Нӯъмон Неъматов; 5 марта 1927, Ходжент, Ходжентский округ, Узбекская ССР — 14 февраля 2011 года, Худжанд Согдийская область, Республика Таджикистан) — советский и таджикский археолог, историк, востоковед, культуролог, этнолог, антрополог, академик Академии наук Республики Таджикистан (1994), доктор исторических наук (1969), профессор (1972), почётный гражданин Худжанда, член КПСС с 1947 года.

## Биография
Нуман Негматов родился 5 марта 1927 года в Ходженте, Узбекская ССР (с 1936 года — Ленинабад, ныне — Худжанд Согдийская область, Республика Таджикистан) в семье Негмата Турдиходжаева тадж. Неъматхоҷа Турдихоҷаев — борца за советскую власть. Получил три класса начального образования. Его детские и юношеские годы прошли во время Великой Отечественной войны.
Историей и археологией Нуман интересовался ещё с детства: 

«Во дворе дома, где они жили в поселке Исписор Ходжентского района, мастер с отцом Нумана копали колодец для воды, как вдруг из-под земли показались кости, части старинных вещей, обломки керамики. Это не могло не заинтересовать маленького Нумана. Позже в 1954 году молодой археолог Нуман Негматов, первый шурф, из 41 заложенных им в городе Ленинабаде (Ходженте), копал именно во дворе своего дома, рядом с этим колодцем»— 
С 1940 по 1941 года — студент факультета шелководства Ленинабадского сельскохозяйственного техникума (во время Великой Отечественной войны техникум был расформирован).
В декабре 1941 года поступил в Ленинабадскую школу механизации сельского хозяйства на курсы токарей, по окончании которого в мае 1942 года был направлен на работу в Ура-Тюбинскую МТС.
В январе 1944 года был принять на подготовительный курс, а с сентября 1944 года стал посещать занятия как студент первого курса исторического факультета Ленинабадского государственного педагогического института им С. М. Кирова, где он стал Сталинским стипендиатом за отличную учёбу и активную общественную работу — избран секретарем комсомольской организации факультета и председателем физкультурного общества «Большевик», член КПСС с 1947 года. Окончил институт с красным дипломом в 1948 году, затем был направлен в аспирантуру в Ленинград (1948—1952). Его формирование как археолога началось в Институте истории материальной культуры Академии наук СССР, под научным руководством члена-корреспондента АН СССР А. Ю. Якубовского. Навыки практической работы Н. Н. Негматов получил при раскопках городища Древнего Пенджикента и других памятников в составе Пенджикентского и Уструшанского отрядов Таджикской археологической экспедиции (ТАЭ) (1951—1953). Участвовал в раскопках одного из важных объектов пригорода древнего Пенджикента, им были изучены пять домов и столько же погребальных наусов, материалы которых позволили решить вопрос о рабаде древнего Пенджикента (1951—1952). По итогам работ ТАЭ его деятельность была высоко оценена руководителем экспедиции А. М. Беленицким, который высоко оценил результаты раскопок Н. Н. Негматова. В это же время он проходил по древним дорогам малоизученной тогда Уструшаны, осматривал и изучал археологические памятники, которые впоследствии стали объектами его раскопок.
Его публикация «Уструшана в VII—X вв» заполнила пробел в существующей тогда литературе по истории народов Средней Азии; впоследствии она была рекомендована к защите в качестве кандидатской диссертации под заголовком «Уструшана в VII—X вв. н. э. по данным письменных и археологических источников» его научным руководителем А. Ю. Якубовским. 12 марта 1953 года Н. Н. Негматов успешно защитил эту работу, став таким образом первым археологом — кандидатом наук в Таджикской ССР.
После возвращения в Таджикистан Негматов Н. Н. был направлен на работу в Женский педагогический институт на должности зав кафедрой истории таджикского народа, но работать ему там не пришлось, его пригласили младшим научным сотрудником, затем работал старшим научным сотрудником сектора археологии и нумизматики Института истории АН ТаджССР в Душанбе (1953—1971).
В 1954 году был назначен начальником Ходжентского и Кайракумского отрядов Таджикской археологической экспедиции (ТАЭ) Института истории материальной культуры АН СССР и Института истории, археологии и этнографии АН ТаджССР.
Начальник Ходжентско-Уструшанского археологические экспедиции Института истории, археологии и этнографии АН ТаджССР (1955—1960).
С 1958 по 1959 года работал заведующим сектором истории средних веков Института истории, археологии и этнографии АН ТаджССР.
С 1961 по 1973 года был начальником Северо-Таджикистанского отряда Таджикской археологической экспедиции Института археологии АН СССР и Института истории АН Таджикской ССР.
В основу его докторской диссертации легли археологические изыскания Таджикской археологической экспедиции, материалы для которой он начал собрать с 1965 и завершил в 1968 году, полученные им при раскопках городищ Калаи Кахкаха, памятников Уструшаны и соседней с ней области Ходжента. В том же году стал докторантом МГУ, его научным консультантом был А. В. Арциховский. 27 марта 1969 года защитил докторскую диссертацию в старом здании Московского государственного университета имени М. В. Ломоносова на тему «Ходжент и Уструшана в древности и средневековье», чем дал мощный импульс для углубленного изучения вопросов экономики и культуры Уструшаны и Ленинабада.
Известный исследователь истории Центральной Азии, академик В. М. Массон в своем выступлении отметил: 

«…В лице Н. Н. Негматова мы имеем высококвалифицированного, работоспособного археолога-востоковеда, внесшего значительный вклад в среднеазиатскую археологию, открыв и введя в научный оборот памятники целой историко- культурной области, долгое время находившиеся как бы в тени рядом с более известными цивилизациями Согда и Ферганы».— Исследователь истории Центральной Азии, академик АН СССР В. М. Массон
Заведующий отделом истории культуры и искусства (1971—1999), утвержден в ученом звании профессора по специальности «археология» (1972), избран членом-корреспондентом АН Таджикской ССР (1978), отзыв в связи с выдвижением члены-корреспонденты: 

«…В лице Н. Н. Негматова мы имеем достойного продолжателя традиций советской научной школы исследователей истории и культуры народов Средней Азии, заложенных такими её деятелями, как академики В. В. Бартольд, С. Ф. Ольденбург, И. Ю. Крачковский, ученого мирового класса, ибо без знания всего, что сделано учеными Таджикистана в области истории Средней Азии, ныне не может обойтись ни один серьезный исследователь за рубежом».— Герой Социалистического Труда, академик АН СССР А. П. Окладников (1908—1981)
Главный научный сотрудник Института истории, археологии и этнографии им. А. Дониша АН Республики Таджикистан (1999—2011), одновременно руководитель Северо-Таджикистанской археологической комплексной экспедиции — СТАКЭ (1974—2011).
Директор Гиссарского историко-культурного заповедника Министерства культуры РТ (1990—1993), избран академиком АН Республики Таджикистан (1994), директор Института гуманитарных исследований ЮНЕСКО при Худжандском государственном университете (1996—2010):

Его перу принадлежит более 720 печатных работ, в том числе 122 отредактированных книг и сборников. Академик Н. Н. Негматова автор глав в 3 томах 6-и томного международного издания ЮНЕСКО «Истории цивилизации Центральной Азии» на английском языке (т. II, 1994; т. III, 1996; IV, 1998), автор публикации в ряде томов Международного издания Научного Совета по истории мировой культуры АН СССР «Памятники культуры. Новые открытия», соавтор 20-го тома серии «Археология СССР-СНГ», соавтор тома «Таджики» серии «Народы СНГ» издаваемой Институтом этнологии и антропологии им. Миклухо-Маклая РАН, ряд других международных тематических изданий, соавтор академической трехтомной (в 5-ти книгах) «История таджикского народа». Н. Н. Негматов зачинатель серийных изданий «Материальная культура Уструшаны» и «Центрально-Азиатские гуманитарные исследования», вып.1, 1997 — вып. 6, 2005).— 

Нуман Негматович Негматов скончался 14 февраля 2011 года в городе Худжанде на восемьдесят четвёртом году жизни. 

«К числу выдающихся достижений советской археологии относится открытие Н. Н. Негматовым Уструшаны и её первоклассных памятников искусства—монументальной живописи резьбы по дереву. Знание восточных языков и использование письменных источников во многом способствовали исследовательской деятельности Н. Н. Негматова. <…> является автором признанных в Советском Союзе и за рубежом научных гипотез, приведших к определению крупных расположений историко-культурных центров Средней Азии (Александрия Эсхата и древний Ходжент, древнейшие города Уструшаны). Хронолигизация древнейшего культурного центра Средней Азии — Ходжента и определение его возраста (2500 лет) является одной из научных заслуг ученого и возглавляемого им коллектива археологов».— Академик-секретарь Отделения общественных наук АН Таджикской ССР С. А. Раджабов

## Мифотворчество
Научную основу представления об арийском происхождении таджиков заложили труды главного в Таджикистане авторитета по древней истории и этногенезу таджикского народа — академика Н. Негматова. Этот историк и археолог выводил происхождение таджиков не только от «древнейших протоариев и ариев», но даже от неандертальца, которого объявлял «европеоидом». Без особых пояснений он вводил термин «расово-языковые системы», а «ирано-таджикскую историю» начинал с эпохи формирования Homo sapiens, за которой, без какого-либо разрыва, следовал «этап формирования протоарийцев — арийцев — индоиранцев». В его представлении «протоарийская и арийская зона расселения» охватывала гигантскую территорию от Карпат до долины Инда. Примечательно, что в легенде к прилагаемой карте этот этап датировался 3—2-м тыс. до н. э., хотя среди нанесённых на карту археологических памятников встречались и те, что на 2—3 тыс. лет древнее. Формирование же «зороастрийско-авестийской цивилизации» он относил к 4—2-му тыс. до н. э.
Действительно, излагая свою историческую периодизацию, Негматов предпочитал термин «культурно-антропологический этап» вместо привычного «культурный», тем самым подчеркивая предполагаемую связь культуры с расово-антропологическим типом. Подтверждая эту установку, в более поздней работе он начинал формирование «раннеарийских общин» с «эректусо-неандертальского этапа Homo sapiens», называя это «восходом арийской зари». Более того, стремясь подчеркнуть едва ли не вечные основы дружбы таджиков и русских, Негматов выдвигал гипотезу о контактах между трипольской культурой Днепра и анауской культурой Хорасана, приписывая их создание предкам русских и таджиков соответственно. В то же время тюрков он изображал как постоянных противников индоевропейцев. Таким образом, разногласия с узбекской элитой некоторые высокопоставленные таджикские учёные пытались представить в виде почти вечного «расового конфликта».

## Член советов, делегаций, обществ, комиссий, редколлегий научных журналов и участие в международных конгрессах, симпозиумах, семинарах и сессиях
Н. Н. Негматов начиная с 1954 года более 40 лет участвовал и выступал с докладами на 148 международных, всесоюзных и региональных конференциях, конгрессах и симпозиумах в США, Германии, Франции, Иране, Индии, Пакистане и странах СНГ (см оцифрованный источник.
- участник Научной сессии по истории народов Средней Азии и Казахстана в Москве (1954),
- член Общества «Знание» СССР и Таджикской ССР (1960),
- член Комитета по терминологии при Президиуме АН Таджикской ССР ныне при Правительстве Таджикистана (1966),
- членом Советской комиссии советского-индийского сотрудничества по археологии,
- член научного Совета по проблемам археологии Средней Азии и Казахстана Института археологии АН СССР (1969—1991)[3],
- член Ученого совета по присуждению ученых степеней кандидатов наук по общественным и гуманитарным наукам при Отделении общественных наук АН Таджикской ССР (1971—1978),
- член научных советов по вопросам археологии, древней и средневековой истории, по охране памятников истории и культуры, являлся одним из организаторов межреспубликанских совещаний в г. Фрунзе (август 1970), (ноябрь 1979),
- участвовал и выступал c докладом на Международной конференции по истории, археологии и культуре Центральной Азии в Кушанскую эпоху (ответственный секретарь, г. Душанбе 1968).
- участвовал и выступал на Международном научном семинаре ЮНЕСКО по изучению искусства Средней Азии эпохи Темуридов в Самарканде (1969),
- участвовал и выступал c докладом на XIII Международном конгрессе исторических наук в Москве (1970),
- участник Симпозиум «Культурологические аспекты археологических и этнографических исследований» (Ленинград, 1974)
- член делегации Таджикской ССР на Декаде советских республик Казахстана, Киргизии Молдавии, Таджикистана, Туркмении и Узбекистана в Туркменской ССР в связи с 50-летием их образования (1974).
- председатель совета по археологии Таджикской советской энциклопедии (1976—1988)[3],
- участвовал и выступал c докладом на XIV Международном конференции античников социалистических стран «Эйрене» (Ереван, 1976)
- участвовал и выступал c докладом на X Международном конгрессе антропологических и этнологических наук в Индии (Дели, 1978)
- председатель Совета по археологии Таджикской советской энциклопедии (1976—1988)[3],
- член Главной редакционной коллегии Таджикской Советской Энциклопедии (1981—1988)[3],
- член Всесоюзной Ассоциации востоковедов (1983—1991)[3],
- член редакционной коллегии журнала «Известия АН Таджикской ССР, Отделения общественных наук» (1984—1985),
- член советской части Комиссии по реализации Советско-Индийского проекта по сравнительному изучению археологии и древней истории и культуры Средней Азии и Индии (1984—1990)[3],
- член, ответственный Оргкомитета АН Таджикской ССР по подготовке и проведению научно-организационных мероприятий, посвященных 2500-летию города Худжанда-Ленинабада и по созданию специализированного Музея археологии Худжанда, 29 ноября — 2 декабря 1986 года (1985—1986),
- член Специализированного совета по защите диссертаций кандидата наук по специальности «археология СССР» при Институте археологии АН Узбекской ССР (1986—1990)[3],
- член редакционной коллегии журнала "Известия АН Таджикской ССР. Серия: Востоковедение, история, филология (1986—1994),
- член Академии архитектуры Республики Таджикистан (1995)[2][3][4].

## Награды и звания
- Орден Дружбы (Таджикистан) (2001),
- Медаль «В ознаменование 100-летия со дня рождения Владимира Ильича Ленина» (1970),
- Медаль «Ветеран труда» (1984),
- Почётными грамотами Президиума Верховного Совета Таджикской ССР (1954, 1977),
- Почётными грамотами Президиума АН Таджикской ССР (1974, 1976),
- Грамота Президиума Верховного Совета Таджикской ССР (1967),
- Диплом ВДНХ Таджикской ССР за участие в тематической выставке «Средневековая культура Таджикистана» (1980),
- Почётная грамота президиума Республиканского совета общества охраны памятников истории и культура Таджикской ССР (1982),
- Почётная грамота Таджикского республиканского Отделения советского фонда мира за активное участие пополнения личными взносами (1985),
- Заслуженный деятель науки Таджикской ССР (1987),
- Присвоено звание «Ударник коммунистического труда» (1978)[1][2][3][4].

## Память
- О жизни и деятельности «Академик Н. Н. Негматов выдающийся таджикский ученый, гуманитарий и аналитик» www.rasl.ru
- В США штат Массачусетс опубликована статья о жизни и деятельности Нумана Негматовича Негматова в Кембриджском издательстве / Guide to scholars of the history and culture of Central Asia / John S. Schoeberlein Engel Cambridge (Massachusetts). —1995—p.190. Руководство для ученых истории и культуры Центральной Азии (1995)[4]
- Н. Н. Негматов Календарь знаменательных и памятных дат Таджикской ССР на 1987 год
- Окодемисиян Нӯъмон Неъматов, пруфессури илми таърих ва муаллифи китоби "Давлати Сомониён", дар синни 84-солагӣ дар зодгоҳаш, шаҳри Хуҷанд, даргузашт = Академик Нуман Негматов, профессор, летописец, автор книги «Государство Саманидов (Мавераннахр и Хорасан в IX—X вв.)» скончался в возрасте 84 лет у себя на родине (тадж.). BBC CO UK. Дата обращения: 3 октября 2017. http://www.bbc.co.uk
- Numan Niegmatowicz Niegmatow

## Избранные сочинения и некоторые публикации
- Негматов, Нуман Негматович. Государство Саманидов : IX-X вв / Н. Негматов. — Душанбе: Дониш, 1989. — 304 с.
- Негматов, Нуман Негматович. Усрушана в древности и раннем средневековье [Текст]. — Сталинабад: Акад. наук Таджик. ССР, 1957. — 159 с. — 450 экз. (Труды/ Акад. наук. Таджик. ССР. Ин-т истории, археологии и этнографии; Т. 55)
- Негматов, Нуман Негматович и Хмельницкий, Сергей Григорьевич. Средневековый Шахристан / АН ТаджССР, Ин-т астрофизики, Ин-т истории им. Ахмада Дониша Материальная культура Уструшаны, Вып. II. — Душанбе: Дониш, 1966. — 198 с. — 1200 экз.
- Кашфиёти Панчакенти кадима. — Душанбе, 1972.
- Негматов, Нуман Негматович. Уртакурган и Тирмизактепа (Материальная культура Уструшаны; вып.2) / Н. Н. Негматов, У. П. Пулатов, С. Г. Хмельницкий. — Душанбе: Дониш, 1973. — 146 с.
- Негматов, Нуман Негматович. Государство Саманидов [Текст : (Мавераннахр и Хорасан в IX-X вв.)] / АН ТаджССР, Ин-т истории им. А. Дониша. — Душанбе: Дониш, 1977. — 279 с. — 3460 экз. История. Исторические науки — Россия — 4 в. — 1861 — 4-11 вв. — Средняя Азия — Государство Саманидов.
- Негматов, Нуман Негматович. Абуали ибн Сино и его эпоха  [Сб. статьей. К 1000 летию со дня рождения] / АН ТаджССР, Ин-т астрофизики, Ин-т истории им. А. Дониша; Отв. ред. Н. Н. Негматов. — Душанбе: Дониш, 1980. — 216 с. — 4050 экз.
- Негматов, Нуман Негматович. Материалы по истории и истории культуры Таджикистана: [Сборник статей] / АН ТаджССР, Ин-т истории им. А. Дониша; Отв. ред. Н. Н. Негматов. — Душанбе: Дониш, 1981. — 349 с.
- Негматов, Нуман Негматович. Культура первобытной эпохи Таджикистана (от мезолита до бронзы): [Сборник статей] / АН ТаджССР, Ин-т истории им. А. Дониша; Отв. ред. Н. Н. Негматов. — Душанбе: Дониш, 1982. — 112 с.
- Негматов, Нуман Негматович. Хорезм и Мухаммад ал-Хорезми: (К 1200-летию со дня рождения) [Сб. ст.] / АН ТаджССР, Ин-т истории им. А. Дониша; Отв. ред. Н. Н. Негматов. — Душанбе: Дониш, 1983. — 209 с.
- Абдулла-заде, Хуршед Файзуллаевич, Негматов, Нуман Негматович. Абу Махмуд Худжанди = Аbu Маhмud Huјаndi: [Тадж. математик и астроном X в.] / Х. Ф. Абдулла-заде, Н. Н. Негматов; Отв. ред. О. В. Добровольский; АН ТаджССР, Ин-т астрофизики, Ин-т истории им. Ахмада Дониша. — Душанбе: Дониш, 1986. — 92 с. Посвящается 2500-летию со времени основания г. Ленинабада.
- Негматов, Нуман Негматович. Борбад, эпоха и традиции культуры = Borbad, his epoch and kultural traditions: [Сборник статей] / АН ТаджССР, Ин-т истории, археологии и этнографии им. Ахмада Дониша; Отв. ред. Н. Н. Негматов. — Душанбе: Дониш, 1989. — 329 с.
- Негматов Н. Н. О концепции и хронологии этногенеза таджикского народа // Проблемы этногенеза и этнической истории народов Средней Азии и Казахстана. — М., 1990. — С. 85—97.
- Таджикский феномен: история и теория. — Душанбе: Оли Сомон, 1997.
- Из истории Ленинабадской области: метропольный Согд, геополитика, люди и воспоминания. — Худжанд: «Нашриёти ба номи Раҳим Ҷалил», 2000. (в соавт.)
- Негматов Н. Н. Академик Мухаммад Асимов (Осими) — выдающийся учёный, общественный деятель, гуманист. — Худжанд: «Нашриёти ба номи Раҳим Ҷалил», 2000. (в соавт.)
- Негматов Н. Н. Давлати тоҷикбунёди Сомониён. — Душанбе, 1999.
- Негматов Н. Н. Исмоили Сомонӣ: Тавсифи таърихию маънавии шахсият. — Хуҷанд, 2001.
- Негматов Н. Н., Ходжаев М. Крупный учёный-историк, педагог, библиограф, археограф и патриот Абдусамад Кадыров. — Худжанд: Издательство им. Рахима Джалила, 2002. — 254 с.(в соавт.)
- Негматов Н. Н. Концепция истории дипломатии таджикского народа. — Худжанд: Издательство им. Рахима Джалила, 2004.
- Негматов Н. Н. Прародина ариев. — Душанбе, 2005.
- Негматов Н. Н. Арйана и Арйанаведжа. — Худжанд: Ношир, 2006. (в соавт.)